# Sinélnikove
Sinélnikove (en ucraniano: Синельникове, romanizado: Synélnykove) es una ciudad ucraniana perteneciente al óblast de Dnipropetrovsk. Situado en el centro del país, es el centro del raión de Sinélnikove y del municipio (hromada) homónimo.

## Toponimia
La ciudad fue nombrada en honor al gobernador ruso Iván Sinélnikov. El nombre de la ciudad en ruso es Sinélnikovo (en ruso: Синельниково).

## Geografía
Sinélnikove está situada a orilllas del río Vorona, a 31 kilómetros al suroeste de Dnipró.

## Historia
Sinélnikove fue fundada a principios del siglo XIX como una villa del distrito de Pavlograd, en la gobernación de Yekaterinoslav, en unas tierras donadas por el gobernador, el general Iván Sinélnikov. En 1868-1869 se construyó la estación ferroviaria de Sinélnikove en la línea Lozova-Sebastopol. La aparición del ferrocarril creó los requisitos previos para el surgimiento de la industria en Sinelnikovo, que ocurrió a fines de siglo. 
Debido a su ubicación, la ciudad cambió de manos 14 veces durante la guerra civil rusa. En 1921, Sinélnikove se convirtió en un centro de distrito en la gobernación de Yekaterinoslav y en 1923 en el centro de un raion.  
Sinélnikove estuvo bajo ocupación alemana en la Segunda Guerra Mundial, entre octubre de 1941 y noviembre de 1943. 
En 1961 comenzó la construcción de una fábrica de porcelana, que comenzó a trabajar en 1964.   
Desde 1979 y hasta el 18 de julio de 2020, Sinélnikove se incorporó como una ciudad de importancia regional y sirvió como centro administrativo del raión homónimon, aunque no pertenecía al raión. En julio de 2020, como parte de la reforma administrativa de Ucrania, que redujo el número de raiones del óblast de Dnipropetrovsk a siete, la ciudad de Sinelnikove se fusionó con el raión de Sinélnikove.
Durante la invasión rusa de Ucrania que comenzó en 2022, las afueras de la ciudad fueron repetidamente objeto de ataques con cohetes y las instalaciones de infraestructura fueron destruidas. La ciudad también participa activamente en la acogida de refugiados y migrantes.

## Demografía
La evolución de la población de Sinélnikove entre 1897 y 2022 fue la siguiente:
| 2900                                                          | 12 496 | 23 046 | 28 026 | 30 261 | 34 291 | 37 807 | 32 302 | 31 525 | 29 651 |
| (Fuente: Cities & Towns of Ukraine y UKRAINE: Größere Städte) |        |        |        |        |        |        |        |        |        |

Según el censo de 2001, el 84,49 de la población son ucranianos, el 12,52% son rusos y el resto de minorías son principalmente bielorrusos (0,68%). En cuanto al idioma, la lengua materna de la mayoría de los habitantes, el 77,95%, es el ucraniano; del 20,23% es el ruso.

## Economía
La base de la economía en 1989 era la fábrica de porcelana, la producción de materiales de construcción y la industria alimentaria.

## Infraestructura

### Transporte
Sinélnikove es un cruce ferroviario importante en la intersección de los ferrocarriles Dombás-Krivói Rog y Moscú-Simferópol. La autopista Moscú-Simferópol pasa a 15 km de la ciudad, y en las afueras del norte, la autopista Dnipró-Melitópol.

## Galería

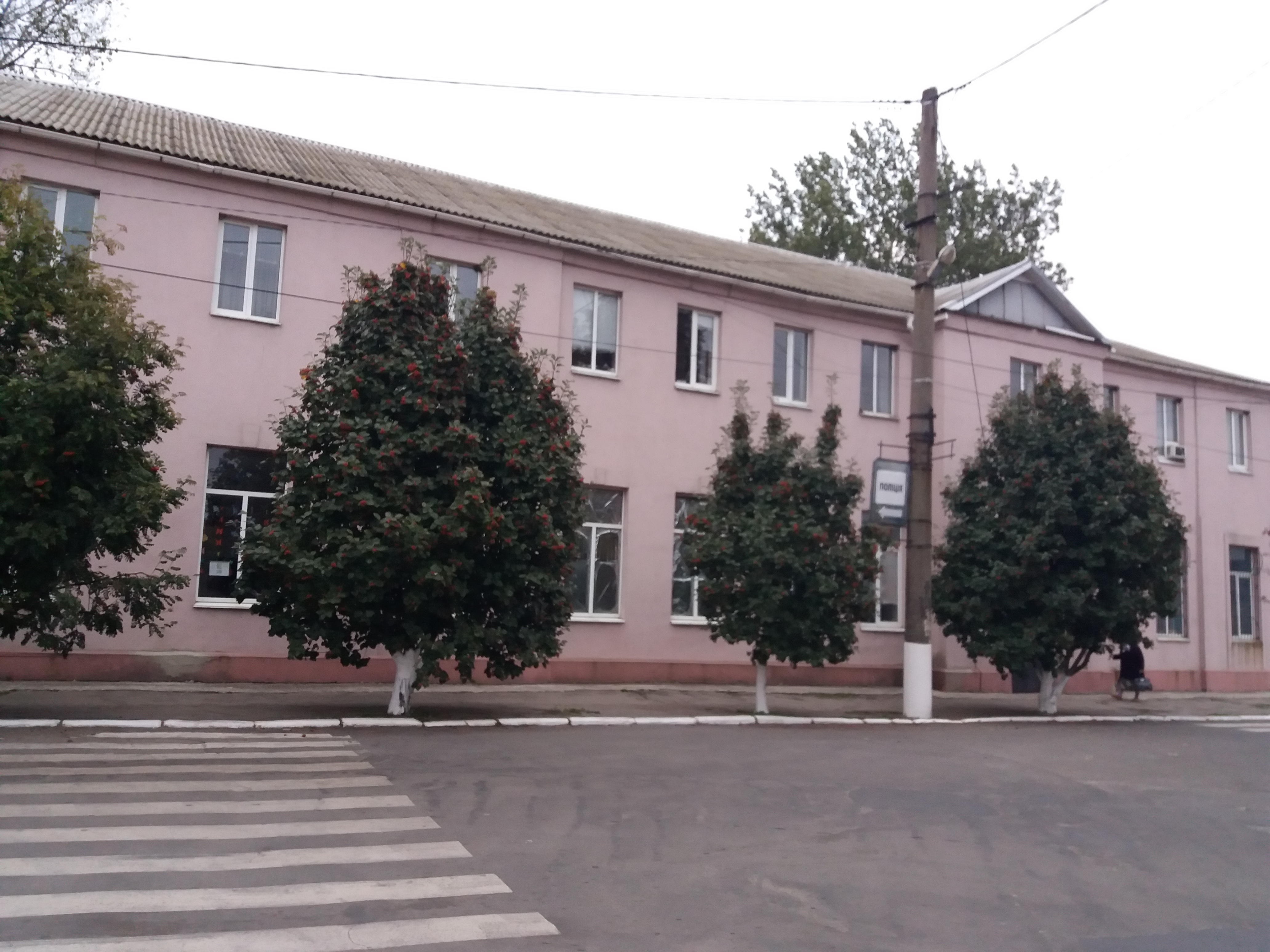
Edificios de la ciudad
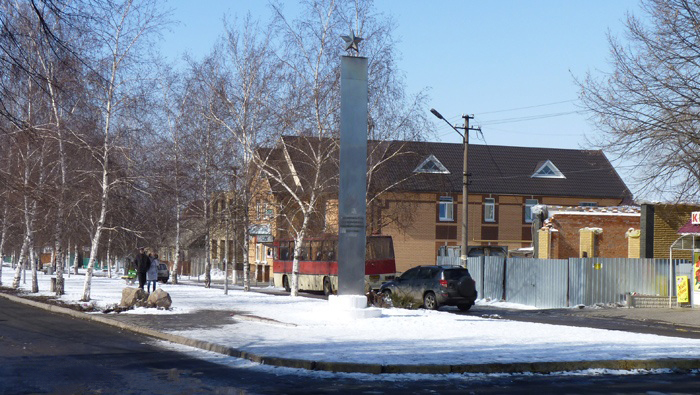
Centro de la ciudad en invierno
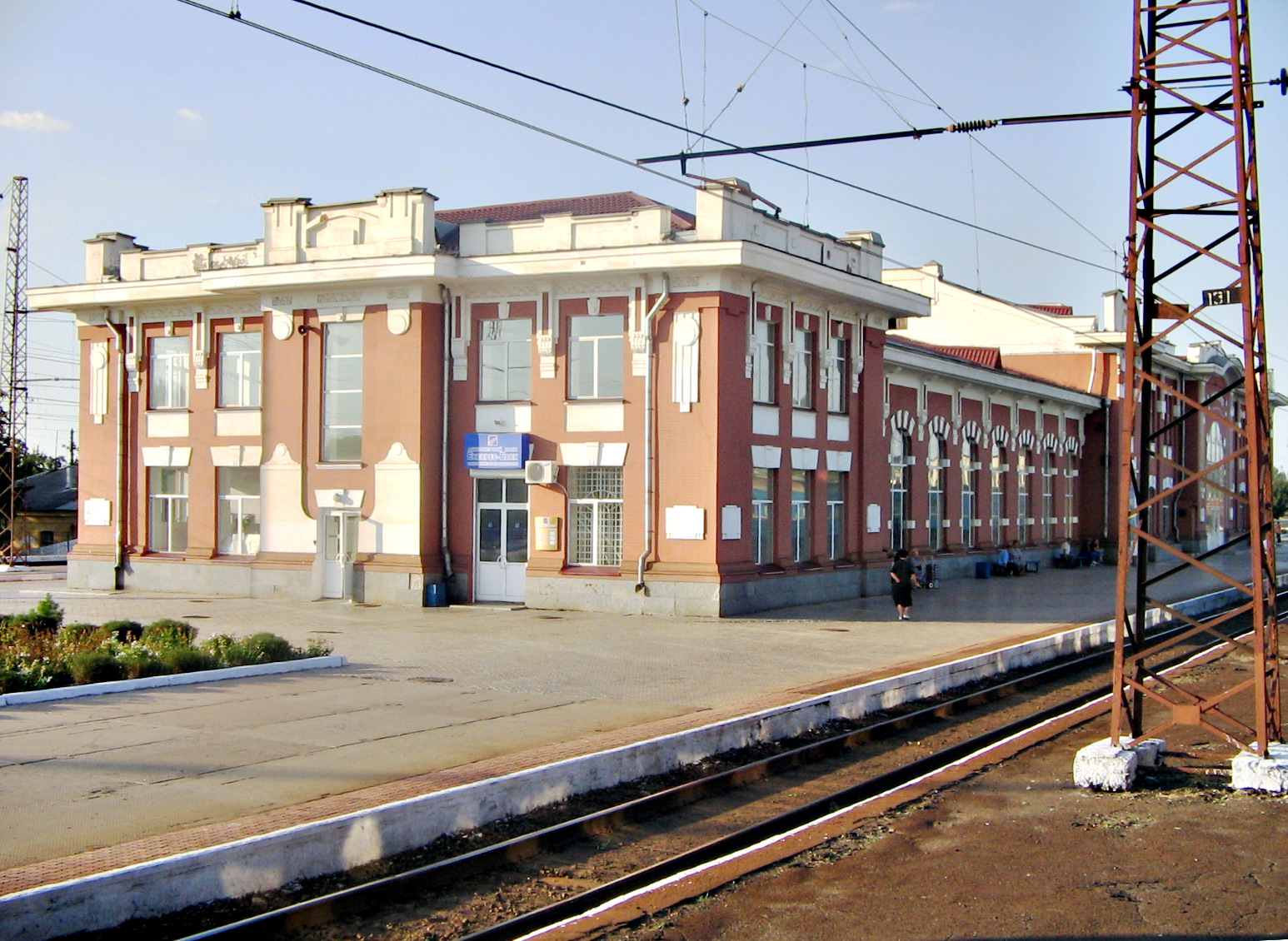
Estación de trenes de Sinélnikove 1
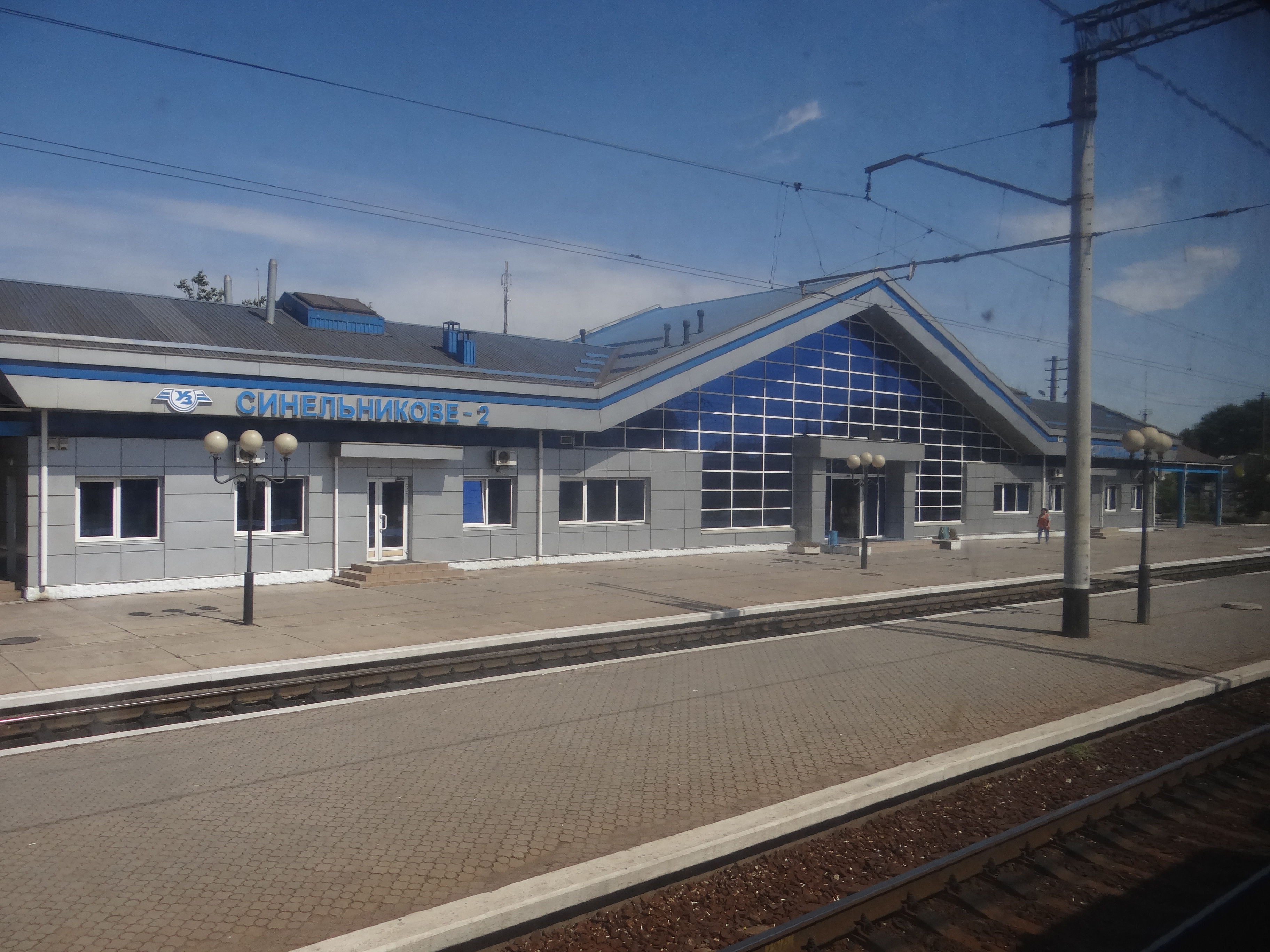
Estación de trenes de Sinélnikove 2